# D'Arcy Coulson
Pour les articles homonymes, voir D'Arcy et Coulson.
John D'Arcy Coulson (né le 17 février 1908 à Sudbury, dans la province de l'Ontario au Canada – mort le 13 avril 1996) est un joueur professionnel canadien de hockey sur glace.

## Carrière de joueur
Il ne joue qu'une saison professionnelle, en 1930-1931 avec les Quakers de Philadelphie. À la suite de cette saison, il est réclamé par les Canadiens de Montréal en raison de la mise en sommeil des Quakers. Il se retire cependant durant trois saisons avant de revenir dans le hockey senior. Après sa carrière, il travaille dans l'hôtellerie suivant ainsi les traces de son père. Il meurt le 13 avril 1996.

## Statistiques
| Saison     | Équipe                  | Ligue      |    | Saison régulière | Saison régulière | Saison régulière | Saison régulière | Saison régulière |   | Séries éliminatoires | Séries éliminatoires | Séries éliminatoires | Séries éliminatoires | Séries éliminatoires |
| Saison     | Équipe                  | Ligue      | PJ | B                | A                | Pts              | Pun              | PJ               | B | A                    | Pts                  | Pun                  |                      |                      |
| 1926-1927  | Majors de St. Michael's | OCHL       | 6  | 5                | 2                | 7                | -                | 6                | 0 | 3                    | 3                    | -                    |                      |                      |
| 1927-1928  | Shamrocks d'Ottawa      | OCHL       | 15 | 5                | 2                | 7                | -                | 1                | 0 | 0                    | 0                    | 0                    |                      |                      |
| 1928-1929  | Shamrocks d'Ottawa      | OCHL       | 5  | 2                | 0                | 2                | -                | 5                | 1 | 3                    | 4                    | 8                    |                      |                      |
| 1929-1930  | Shamrocks d'Ottawa      | OCHL       | 20 | 5                | 1                | 6                | 89               | 6                | 2 | 1                    | 3                    | 26                   |                      |                      |
| 1929-1930  | Shamrocks de Chicago    | USAHA      | 7  | 0                | 6                | 6                | 23               | -                | - | -                    | -                    | -                    |                      |                      |
| 1930-1931  | Quakers de Philadelphie | LNH        | 28 | 0                | 0                | 0                | 103              | -                | - | -                    | -                    | -                    |                      |                      |
| 1934-1935  | RCAF Flyers d'Ottawa    | OCHL       | 3  | 0                | 0                | 0                | 0                | 5                | 0 | 0                    | 0                    | 18                   |                      |                      |
| 1935-1936  | RCAF Flyers d'Ottawa    | OCHL       | 6  | 0                | 0                | 0                | 5                | 7                | 0 | 1                    | 1                    | 22                   |                      |                      |
| Totaux LNH | Totaux LNH              | Totaux LNH | 28 | 0                | 0                | 0                | 103              | -                | - | -                    | -                    | -                    |                      |                      |